# Nishiwaki, Hyōgo
Thành phố Nishiwaki （kanji: 西脇市, hiragana: にしわきし, rōmaji: Nishiwaki-shi）là một thành phố thuộc tỉnh Hyogo, Nhật Bản.
Thành phố nằm chính giữa tỉnh Hyogo, một tỉnh miền tây của Nhật Bản. Nishiwaki nằm trên điểm giao giữa đường kinh tuyến 135 độ đông và vĩ tuyến 35 độ bắc và được coi là điểm giữa của quần đảo Nhật Bản. Chính vì thế nó có một tên gọi khác là "Nihon no heso" có nghĩa là "cái rốn của Nhật Bản".
Năm 2008, thành phố này có dân số 44.925 người với mật độ dân số 332 người trên mỗi km². Tổng diện tích của thành phố là 132,47 km².
Thành phố được thành lập ngày 1 tháng 4 năm 1952. Hiện thành phố đang có quan hệ kết nghĩa với Renton, Washington, Mỹ.